# ماثيو كورتيس
ماثيو كورتيس (بالإنجليزية: Matthew Curtis)‏ هو ملحن كلاسيكي ‏ بريطاني، ولد في 1959 في كمبريا في المملكة المتحدة.